# Grupos de Acción Unificada por la Libertad Personal
Los Grupos de Acción Unificada por la Libertad Personal (GAULA) son unidades de fuerzas especiales de la Fuerza Pública de Colombia.
Estas están integrados por los GAULA Militares y por los GAULA de la Policía.

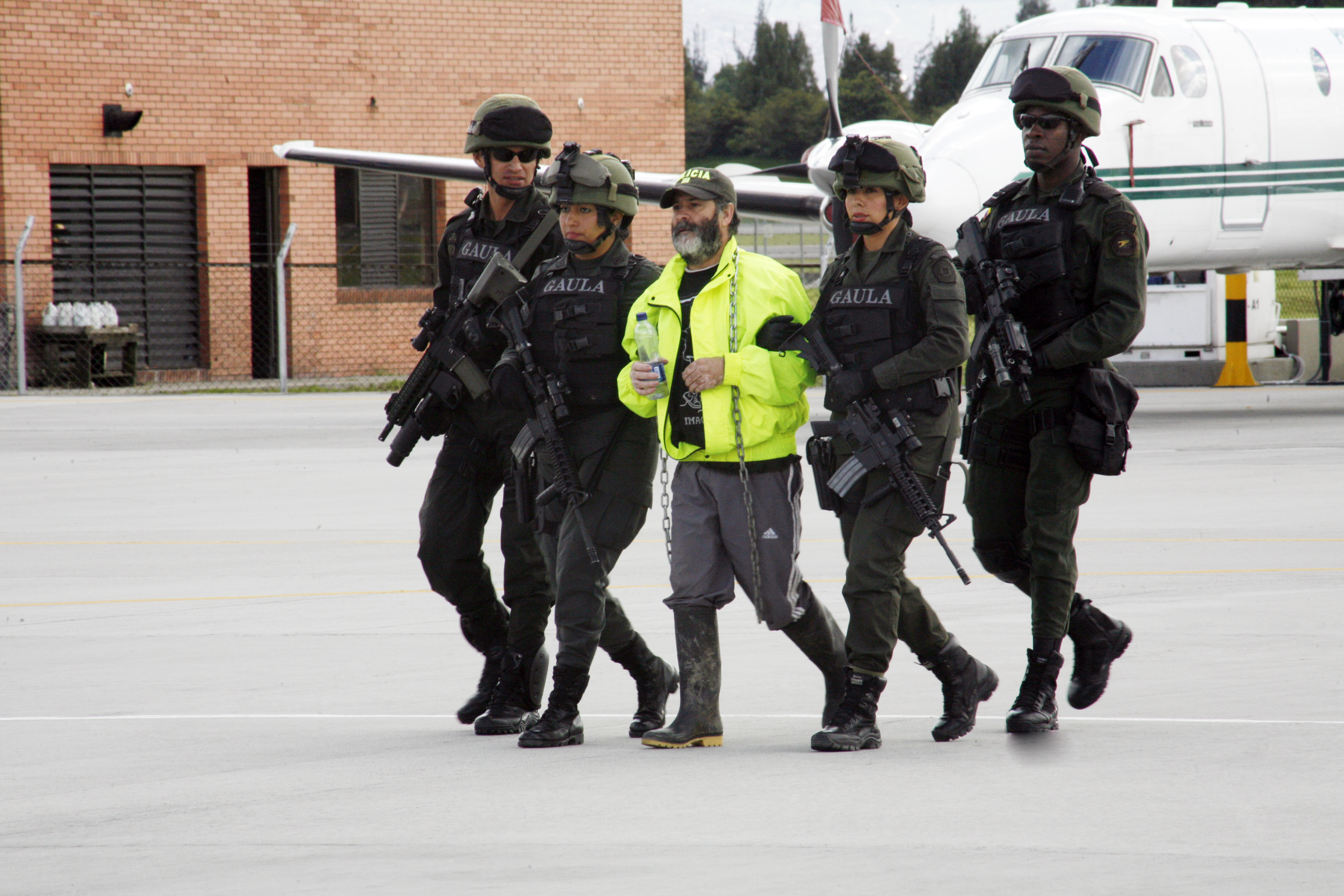
Empresario rescatado por los GAULA de la Policía.

### Organización
GAULA Militar
Bajo la supervisión directa del Comando General de las Fuerzas Militares, cumple la función de asesorar y recomendar aspectos de la política gubernamental de antisecuestro y antiextorsión en el país y fuera de él. Los Grupos GAULA con el apoyo del CTI y la Fiscalía, desarrollan operaciones especiales, para combatir el secuestro y la extorsión garantizado la libertad personal de los ciudadanos colombianos.
GAULA de la Policía
Los GAULA de la Policía dependen de La Dirección Antisecuestro y Antiextorsión de la Policía Nacional de Colombia, esta tiene como misión contribuir en la formulación de políticas de gobierno, desarrollando acciones integrales y efectivas para prevenir, investigar y reducir los delitos de lesa humanidad que atentan contra la libertad individual.

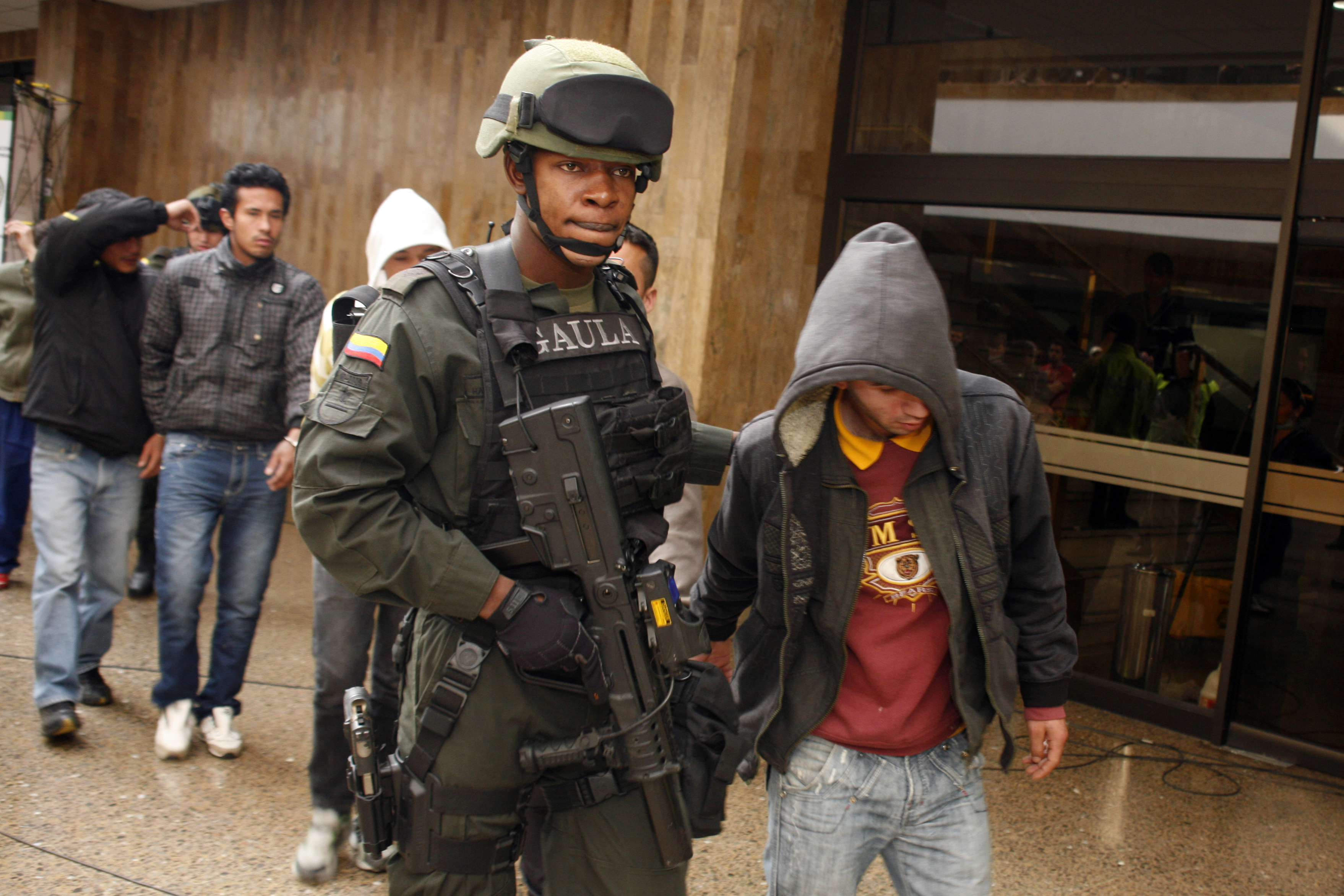
Miembro de la banda delincuencial "Los Sureños" capturado por los GAULA de la Policía.

### Historia
Son unidades especiales creadas por la Ley 282 de 1996, exclusivamente dedicadas a evitar y actuar en contra del secuestro y la extorsión. Está conformado por personal altamente calificado para llevar a cabo operaciones de rescate de secuestrados  y desmantelamiento de bandas criminales y de organizaciones criminales causantes de los delitos que menoscaban la libertad personal de los colombianos. En este momento Colombia (enlace roto disponible en Internet Archive; véase el historial, la primera versión y la última). cuenta con 16 GAULAS del Ejército 31 GAULAS de la Policía y dos de la Armada.